# Неменущий
Неменущий — хутор в Алексеевском районе Белгородской области, входит в состав Матрёногезовского сельского поселения.

## Описание
Расположен в 18 км к юго-востоку от райцентра Алексеевка.
| 1859 | 1897 | 2002 | 2010 |
| ---- | ---- | ---- | ---- |
| 665  | ↗723 | ↘181 | ↘147 |

Улицы и переулки
| - ул. Привольная - ул. Центральная |

## История
Упоминается в Памятной книжке Воронежской губернии за 1887 год как "хуторъ Неминущій" Иващенковской волости Бирюченского уезда. Число жителей обоего пола — 828, число дворов — 86.